# Narcisa
Narcisa Cláudia Saldanha Tamborindeguy (Rio de Janeiro, 25 de outubro de 1966) é uma socialite, advogada, escritora, jornalista e personalidade da televisão brasileira, conhecida por sua exuberância, estilo de vida luxuoso e frases de efeito como "Ai, que loucura!".

## Biografia

### Família
Narcisa é a filha mais jovem do casal de Mário Tamborindeguy (1907-1978), engenheiro, empresário, industrial, empreiteiro e político, que foi deputado federal pelo estado do Rio de Janeiro por quatro mandatos; e de Alice Maria de Sousa Saldanha (1919-2014), ambos gaúchos. A linhagem paterna de sobrenome Tamborindeguy é de origem basca, mais propriamente do País Basco Francês.
Seu pai construiu diversas estradas pelo Brasil — principalmente na região Sudeste — e a Academia Militar das Agulhas Negras, em Resende. Era dono também de postos de gasolina e de uma fábrica de engrenagens. Sua única irmã é a política e também advogada Alice Tamborindeguy, foi deputada estadual do Rio de Janeiro, por seis mandato.
Seu bisavô materno, coronel Olavo Alves Saldanha, foi prefeito de Quaraí, de 1904 a 1905, e de 1907 a 1908. Ele foi um pioneiro na prospecção de petróleo em Campos dos Goytacazes, na Fazenda Boa Vista — que fora adquirida por ele, de Benedita Brazilina Pinheiro Machado, viúva do senador Pinheiro Machado, também gaúcho. Após uma explosão do equipamento, o sócio de Saldanha, o poderoso industrial Henrique Lage, impôs ao fazendeiro que lhe cedesse o subsolo da fazenda. Desentenderam-se, e o poço acabou sendo lacrado.
Entre os amigos próximos de seu pai, destaca-se o famoso médico pediatra Dr. Rinaldo De Lamare. Seus avós paternos foram Cássio Tamborindeguy e Narcisa Pojo Tamborindeguy. A família de seu pai era proprietária da Fazenda Tamborindeguy, em Itatiaia, e a família de sua mãe era proprietária da Fazenda Boa Vista, em Campos dos Goytacazes. A Fazenda Boa Vista, propriedade de sua família materna, tinha 30 quilômetros de praia, desde Barra do Açu, no município de São João da Barra, até Barra do Furado, no município de Quissamã; englobando todo o litoral do município de Campos dos Goytacazes.

### Ascendência
Descendente de bascos e portugueses, Narcisa é descendente de famílias tradicionais do estado do Rio Grande do Sul. Ela tem ascendência na aristocracia portuguesa, descendendo, por via da sua mãe, de três almirantes portugueses, que são seus trisavôs e tetravôs.

### Estudos
Após concluir o ensino médio no Rio de Janeiro, Narcisa foi matriculada no Institut Le Mesnil, em Montreux, na Suíça, para aprender boas maneiras e melhorar o seu francês e inglês. Era uma escola somente para mulheres, mas ela acabou sendo expulsa, por não respeitar as regras, ditas "extremamente rígidas", da instituição.
Formou-se em Direito pela Universidade Candido Mendes e em Jornalismo pelas Faculdades Integradas Hélio Alonso, em Botafogo, na Zona Sul da capital fluminense, tendo estudado também inglês e negócios na Universidade de Nova Iorque.

### Casamento com Boninho
De 15 de maio de 1983 até 20 de novembro de 1986, Narcisa foi casada com José Bonifácio Brasil de Oliveira, conhecido como Boninho, com quem teve a sua filha mais velha, Marianna Tamborindeguy de Oliveira. Eles se conheceram em Nova York, enquanto Narcisa e a sua irmã Alice estudavam inglês e negócios na Universidade de Nova Iorque.

### Casamento com Caco Johannpeter
O segundo marido de Narcisa foi o empresário Carlos Bier Gerdau Johannpeter, conhecido como Caco, o filho mais velho de Jorge Gerdau Johannpeter, presidente do conselho de administração do Grupo Gerdau.
Eles se conheceram em 1988, durante um jantar. Ela e seu segundo marido foram morar em Cambridge, Ontário, uma pequena cidade interiorana do Canadá, próxima de Toronto. Tiveram uma filha, Catharina Tamborindeguy Johannpeter, em novembro de 1990.
Em 1992, Narcisa arrumou trabalho no escritório de advocacia canadense Tory Tory DesLauries & Binninton, mas teve que deixar essa profissão para acompanhar o marido Caco nas suas viagens.

### Moradia
Narcisa é moradora do Edifício Chopin, na Avenida Atlântica, em Copacabana, um dos endereços mais nobres do Rio de Janeiro, conhecido por suas luxuosas e animadas festas.
Narcisa frequentemente realiza, em seu espaçoso apartamento, recepções para até 200 convidados, dentre os quais estão príncipes, nobres, personalidades, artistas, membros do jet set internacional e diversos membros da alta sociedade carioca.

## Obras literárias
Em 2000, lançou o livro Ai, que loucura!, pela Editora Caras, em que conta principalmente histórias antológicas do jet set carioca.
Lançou outro livro, Ai, que absurdo!, pela Editora Matrix, no qual discorre sobre os absurdos do mundo e do cotidiano, com pequenos conselhos como dicas de viagens, conhecimento e cultura.

## Filmografia

### Cinema
| Ano  | Título     | Papel |
| ---- | ---------- | ----- |
| 1995 | O Mandarim |       |

### Televisão
| Ano  | Título                        | Papel                                          |
| ---- | ----------------------------- | ---------------------------------------------- |
| 1998 | Você Decide                   | Ela mesma                                      |
| 2001 | Mike Bassett: England Manager | Ela mesma                                      |
| 2001 | Estrela-Guia                  | Ela mesma                                      |
| 2002 | O Clone                       | Ela mesma                                      |
| 2003 | Celebridade                   | Ela mesma                                      |
| 2007 | Paraíso Tropical              | Ela mesma                                      |
| 2012 | Mulheres Ricas                | Ela mesma                                      |
| 2012 | Muito+                        | Apresentadora especial                         |
| 2012 | Saturday Night Live           | Ela mesma (episódio 09)                        |
| 2013 | Mulheres Ricas                | Ela mesma                                      |
| 2013 | Vai que Cola                  | Ela mesma                                      |
| 2013 | Eliana                        | Ela mesma                                      |
| 2015 | Malhação Sonhos               | Ela mesma                                      |
| 2015 | Ferdinando Show               | Ela mesma                                      |
| 2016 | Programa do Gugu              | Ela mesma                                      |
| 2016 | Hora do Faro                  | Ela mesma                                      |
| 2016 | Ridículos MTV                 | Ela mesma                                      |
| 2018 | O Outro Lado do Paraíso       | Ela mesma                                      |
| 2019 | Greg News                     | Ela mesma (Cantando paródia de "Libera Geral") |
| 2020 | Salve-se Quem Puder           | Ela mesma                                      |
| 2022 | Encrenca                      | Apresentadora                                  |
| 2022 | Cara e Coragem                | Ela mesma                                      |
| 2023 | Travessia                     | Ela mesma                                      |
| 2024 | 5x Comédia                    | Ela mesma                                      |
| 2024 | Lady Night                    | Ela mesma                                      |

### Internet
| Ano           | Título           | Cargo         | Plataforma       |
| ------------- | ---------------- | ------------- | ---------------- |
| 2018–presente | Ai, que Loucura! | Apresentadora | YouTube          |
| 2019          | Ai, que Abdução  | Ela mesma     | Porta dos Fundos |